# K空間
K空間（k-space）とは、MRIにおいて取得される時系列データをフーリエ変換前の空間周波数データとして格納する領域を指す。画像上の各画素の情報は、k空間の全データにより構成される

## 理論的背景
k空間と画像空間はフーリエ変換の関係にあり、k空間の各点が空間周波数と位相情報を持ち、逆フーリエ変換により画像が再構成される

## 信号取得と軌道
MRI 測定では、パルスシーケンスにより時間的に制御された RF パルスと勾配を用いて k空間上を走査し、各点を取得する。特に、スピンエコー方式では水平軸（kx）のみ、位相エンコード量を可変することで垂直軸（ky）をカバーする

## 応用と応用技術
MRI では、サンプリング軌道（直交、スパイラル、EPI など）を工夫することで、撮像速度と画質の最適化が可能となる。非格子点でのサンプリングにはグリッディング法や非一様FFT（NuFFT）が用いられる。

## k空間と高速化再構成
深層学習を用いた k空間からの画像再構成技術は、少数のサンプルから精度の高い画像を生成する手法として注目されており、空間周波数の補間やアンダーサンプリング領域の埋め込みが可能である